# 인플루언서

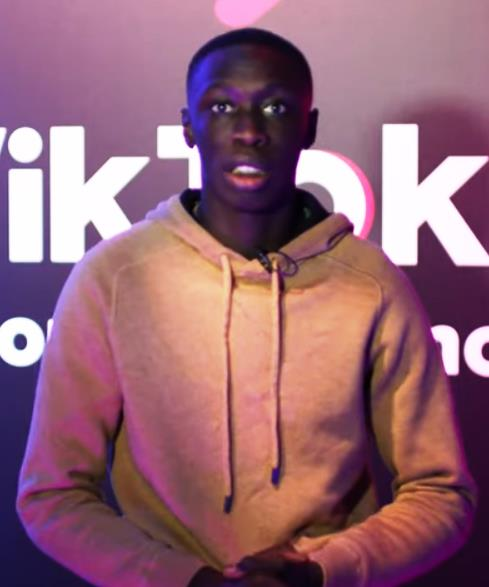
틱톡을 배경으로 한 인터넷 연예인 카비 라메

인플루언서(영어: influencer)는 인터넷에서 높은 인지도를 얻은 사람들을 의미한다. 이들은 유튜브, 틱톡 등 사용자 생성 콘텐츠 중심으로 돌아가는 플랫폼에서 주로 활동한다. 이러한 사람이 전달하는 정보를 기업이 활용하여 홍보하는 것을 인플루언서 마케팅이라고 부르고 있다.
팔로워 수가 많을수록 관심을 끌게 된다. 통상 팔로워 100만 명 이상을 '메가 인플루언서', 10만∼100만 명 사이는 '매크로 인플루언서', 1만∼10만 명 사이는 '마이크로 인플루언서', 1만 명 미만은 '나노 인플루언서'라고 부른다.